# Дрбетинці
Дрбетинці (словен. Drbetinci) — поселення в общині Светий Андраж-в-Словенських Горицях, Подравський регіон‎, Словенія.